# Bemisia cordylinidis
Bemisia cordylinidis là một loài côn trùng cánh nửa trong họ Aleyrodidae, phân họ Aleyrodinae.
Bemisia cordylinidis được Dumbleton miêu tả khoa học đầu tiên năm 1961.